# Матиас Весино
Матиас Весино Фалеро (на испански: Matías Vecino Falero; роден на 24 август 1991 в Канелонес) е уругвайски футболист, играе като полузащитник, и се състезава за италианския Лацио.

## Клубна кариера

### Ранна
Весино започва професионалната си кариера през 2010 г. в отбора на Сентрал Еспаньол.
През 2011 г. преминава в отбора на Насионал Монтевидео, за който през следващите два сезона изиграва 18 мача и отбелязва четири гола.

### Фиорентина
През 2013 г. преминава в отбора от италианската Серия А Фиорентина за 2.5 милиона евро. Дебюта си в италианския елит прави на 26 септември 2013 г. срещу отбора на Интер Милано.
През януари 2014 г. е даден под наем до края на сезона в отбора на Каляри.
През лятото на 2014 г. преминава под наем за сезон 2014/15 в друг отбор от Серия А – Емполи. За този клуб Весино отбелязва два гола в 36-те мача, които изиграва.
През лятото на 2016 г. се завръща в отбора на Фиорентина и играе през сезон 2016/17 именно за този клуб.
На 8 декември 2016 г. Весино отбелязва гол срещу азербайджанския отбор Карабах при победата като гост с 2:1 в мач от турнира Лига Европа. Победата осигурява първо място на Фиорентина в крайното класиране в групата.

### Интер
На 31 юли 2017 г. Весино финализира трансфера си в Интер срещу 24 милиона евро, които ще бъдат платени на Фиорентина на две вноски от по 12. Представен е официално на 2 август, като Весино подписва договор до юни 2021 г.
Дебютира на 20 август 2017 г. в първия мач от Серия А срещу бившият си клуб Фиорентина, а Интер печели с 3:0. Весино вкарва първия си гол за „нерадзурите“ шест дни по-късно в следващия мач срещу Рома, а мача е спечелен с 3:1, първа победа на Стадио Олимпико над Рома от 2008 г. насам.
На 20 май 2018 г. отбелязва победния гол срещу Лацио за 3:2, което връща Интер в Шампионската лига.

## Национален отбор
Весино играе за отбора на Урувгай до 20 години на Младежкото първенство на Южна Америка и на Световното първенство на Южна Америка до 20 години. Отбелязва и гола, който класира Уругвай на Олимпийските игри през 2012 година в Лондон.
Дебюта си за мъжкия отбор на Уругвай прави на 25 март 2016 г. срещу отбора на Бразилия.
На 27 май 2016 г. отбелязва първия си гол за Уругвай в приятелска среща, играна в Монтевидео срещу отбора на Тринидад и Тобаго.
Повикан е в състава на Уругвай за турнира Копа Америка Сентенарио през 2016 г.
Играе на Мондиал 2018 в Русия.

## Успехи
Насионал
- Примера Дивисион де Уругвай: 2011/12

Интер
- Серия А: 2020/21[7]